# Починки (сельское поселение Чертолино)
Починки — деревня в Ржевском районе Тверской области. Входит в состав сельского поселения «Чертолино».

## География
Находится в южной части Тверской области на расстоянии приблизительно 23 км по прямой на запад-северо-запад от вокзала станции Ржев-Балтийский.

## История
На карте 1939 года отмечена была как поселение с 23 дворами.

## Население
Численность населения: 10 человек (русские 100 %) в 2002 году, 12 в 2010.